# Кульмаметская
Кульмаметская — деревня в Вагайском районе Тюменской области, входит в состав сельского поселения Касьяновское.

## География
Деревня находится на берегу реки Барабинская и Иртыш.  Автобусное сообщение.

## Население
| 2010 |
| ---- |
| 132  |